# Strumigenys godmani
Strumigenys godmani är en myrart som beskrevs av Auguste-Henri Forel 1899. Strumigenys godmani ingår i släktet Strumigenys och familjen myror. Inga underarter finns listade i Catalogue of Life.

## Bildgalleri

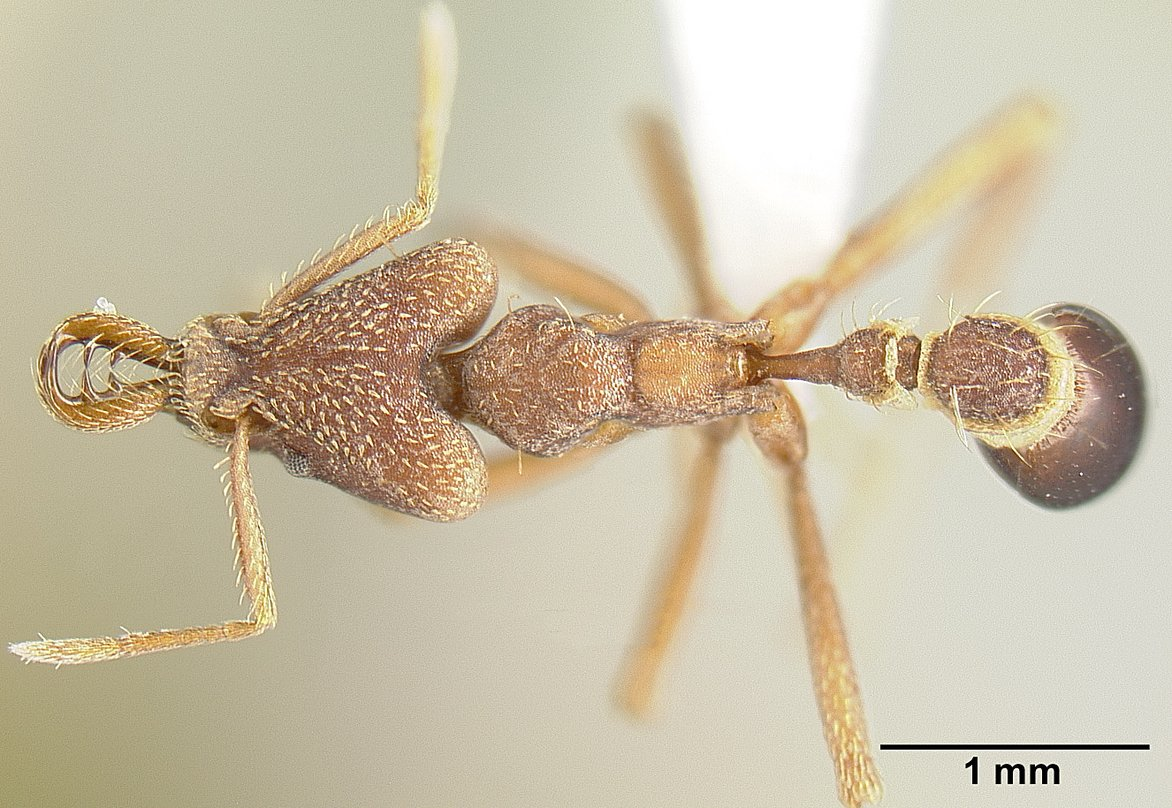
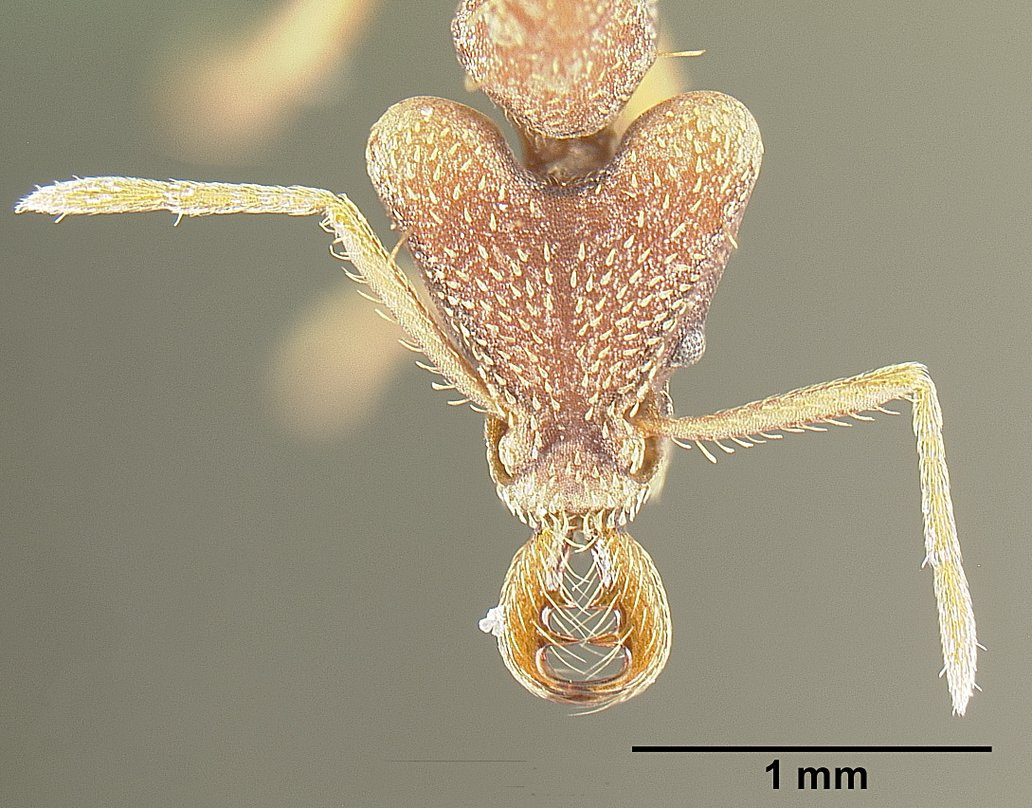
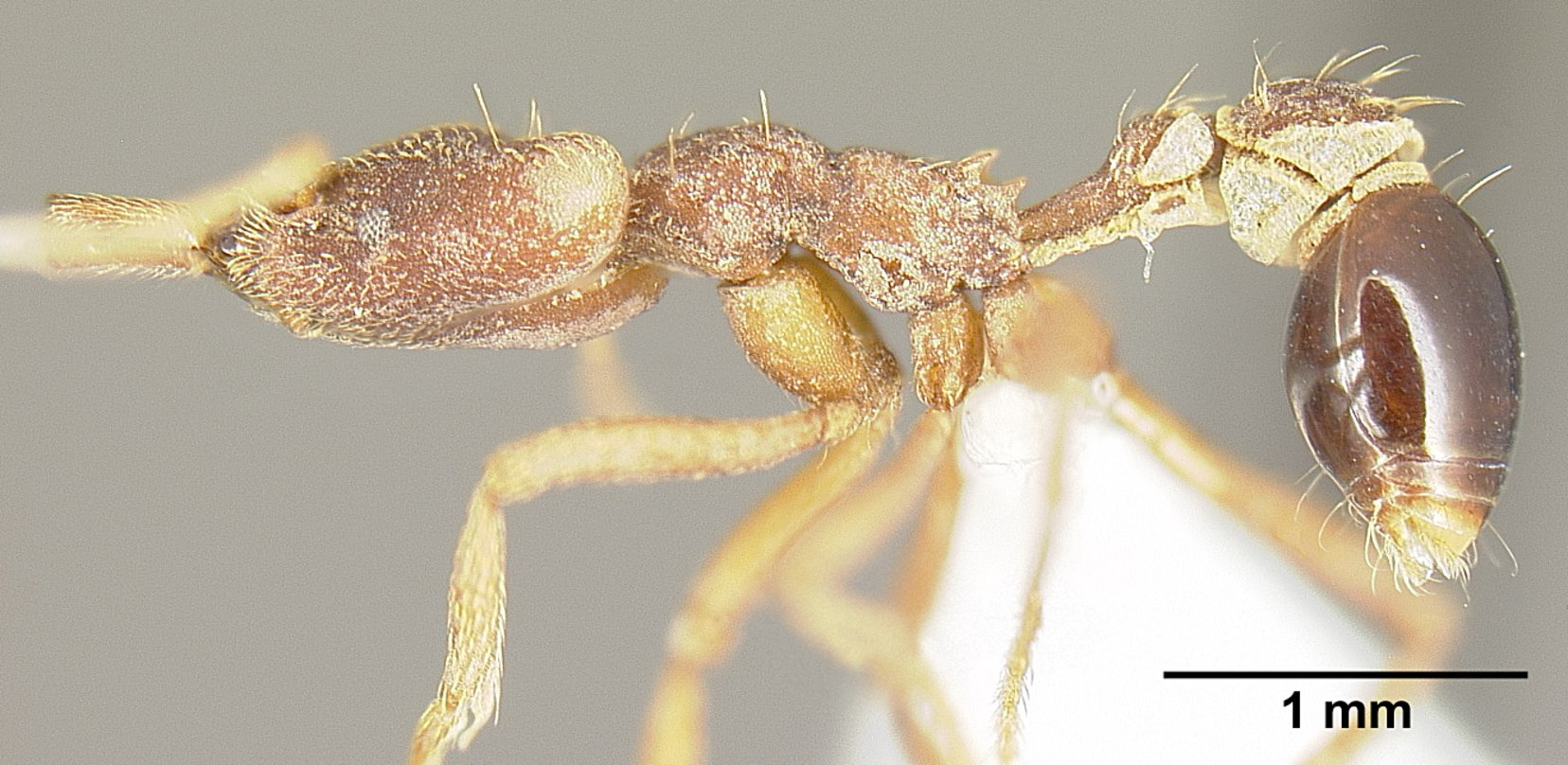